# Ganga tacheté
Pterocles senegallus
Espèce
Statut de conservation UICN

 LC  : Préoccupation mineure

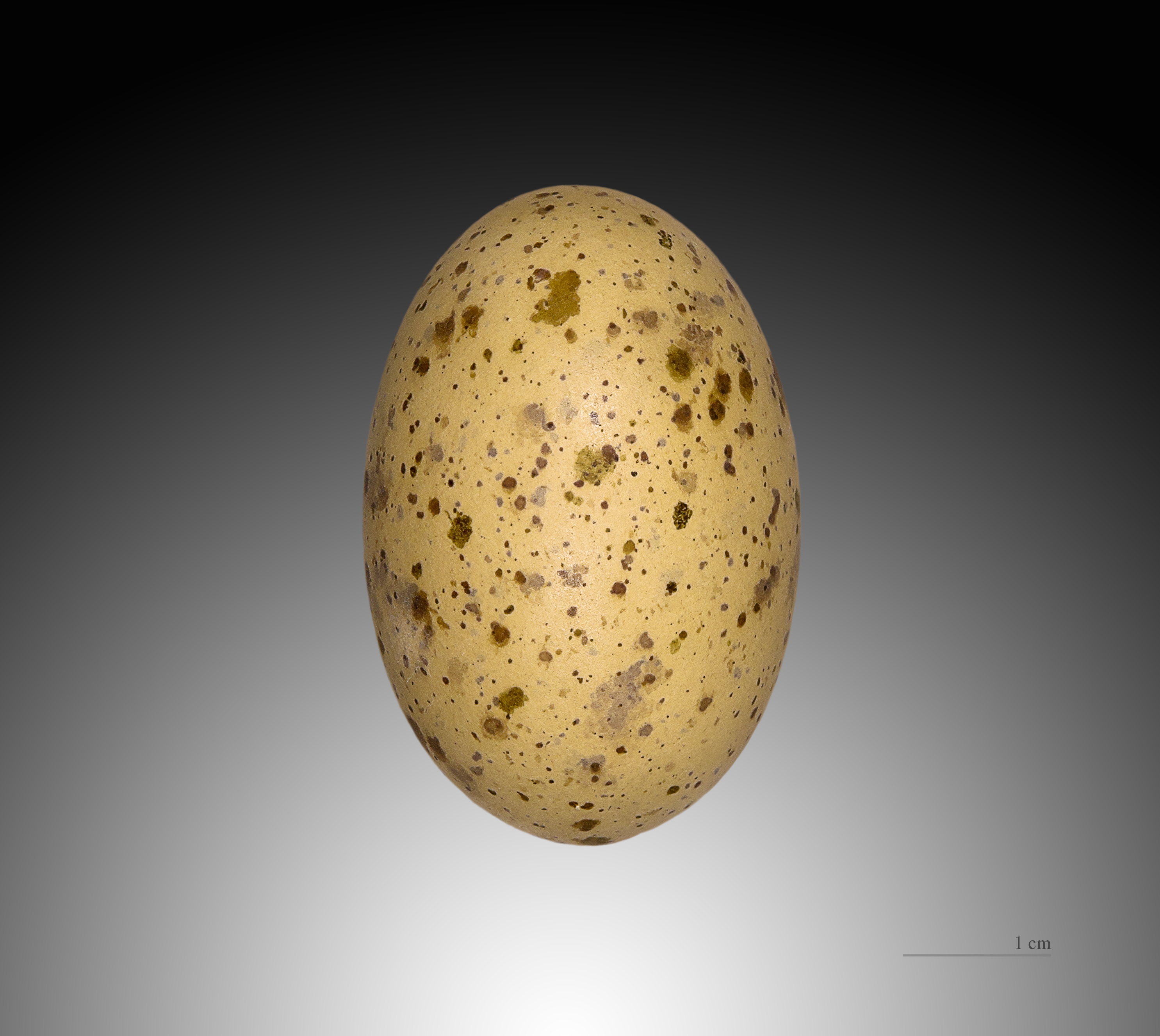
Œuf de Pterocles senegallus - Muséum de Toulouse

Le Ganga tacheté (Pterocles senegallus) est une espèce d'oiseaux appartenant à la famille des Pteroclidae.

## Taxinomie
Cette espèce a été décrite par Carl von Linné en 1771 sous le protonyme de Tetrao senegallus.